# James C. Bateman
James C Bateman, död 1888, var en av Frälsningsarméns pionjärofficerare i England.
Han var även sångförfattare och finns representerad i några svenska psalmböcker.

## Psalmer
- Själ, i stormens brus
- Vår själ är fylld av heligt lov